# Euchromia celebensis
Euchromia celebensis är en fjärilsart som beskrevs av Butler 1876. Euchromia celebensis ingår i släktet Euchromia och familjen björnspinnare. Inga underarter finns listade i Catalogue of Life.